# Viburnum vernicosum
Viburnum vernicosum är en desmeknoppsväxtart som beskrevs av L. S. Gibbs. Viburnum vernicosum ingår i släktet olvonsläktet, och familjen desmeknoppsväxter. Inga underarter finns listade i Catalogue of Life.